# Evelyn Deutsch-Schreiner
Evelyn Deutsch-Schreiner, seit 2019 Istel-Schreiner, (* 22. Juni 1955 in Wien) ist eine österreichische Theaterwissenschaftlerin, Dramaturgin und Universitätsprofessorin.

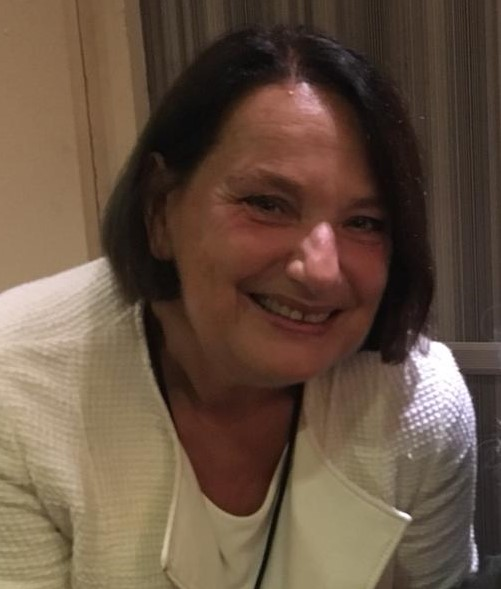
Evelyn Istel-Schreiner (2022)

## Leben
Studium der Theaterwissenschaft und Zeitgeschichte an der Universität Wien. Promotion 1981 mit der Dissertation Nationalsozialistische Kulturpolitik in Wien unter spezieller Berücksichtigung der Wiener Theaterszene 1938-1945, die mit dem Ludwig-Jedlicka-Gedächtnispreis für österreichische Zeitgeschichte und dem Buttinger-Preis des Österr. Widerstandsarchivs ausgezeichnet wurde.
Künstlerische Arbeit als Dramaturgin von 1981 bis 1984 am Landestheater Linz und von 1984 bis 1989 am Volkstheater Wien. (Dramaturgie u. a. für Weihnachten an der Front von Jerome Savary, Österreichische Fassung; Ghetto von Joshua Sobol, Österr. Erstaufführung; Die Wannseekonferenz von Paul Mommertz/Die Juden von G.E. Lessing; Zwölfeläuten von Heinz. R. Unger, Uraufführung)
Ab 1990 Universitätsassistentin und später außerordentliche Universitätsprofessorin am Institut für Theaterwissenschaft an der Universität Wien. Habilitation 1998 mit der Schrift Theater im Wiederaufbau. Zur Kulturpolitik im österreichischen Parteien- und Verbändestaat, Verleihung der Venia Docendi für das Gesamtfach Theaterwissenschaft. 1997 bis 1999 Gastprofessorin für Dramaturgie, Theater- und Literaturgeschichte an der Hochschule für Musik und Darstellende Kunst in Graz, 1998 bis 1999 Vertretungsprofessorin am Institut für Theaterwissenschaft an der Ludwig-Maximilians-Universität, München.
1999 bis 2020 ordentliche Universitätsprofessorin für Dramaturgie, Theater- und Literaturgeschichte an der Universität für Musik und Darstellende Kunst, Graz, 2004 bis 2012 Institutsvorständin des Instituts Schauspiel, 2010 bis 2020 Fachbereichssprecherin für Dramaturgie und Theaterwissenschaft. 1990 Gründungsmitglied der GWT, der Gesellschaft für Theaterwissenschaft; 2008 zus. mit Katharina Pewny und Peter M, Boenisch Gründung der Arbeitsgruppe Dramaturgie in der GWT; Wissenschaftliche Partnerin des Internationalen Forschungsverbunds Elfriede Jelinek an der Universität Wien; Internationale Vortragstätigkeit

## Forschungsschwerpunkte
Forschungen zur deutschen und österreichischen Theatergeschichte, zu Theater im Nationalsozialismus (sie erweiterte das Forschungsfeld der historischen Aufführungsanalysen durch die Analyse von Regie- und Inspizientenbüchern aus der NS-Zeit), zu Theater im Exil, zu österreichischen Dramatikern und zu neuen Theaterformen. Sie etablierte Dramaturgieforschung als wissenschaftliches Forschungsfeld und trug dazu bei, dass Dramaturgie als Schnittstelle von Theaterpraxis und Theorie einen neuen Stellenwert in der künstlerisch-wissenschaftlichen Forschung bekam.

## Veröffentlichungen

### Bücher
- Theaterdramaturgien von der Aufklärung bis zur Gegenwart. Wien: Böhlau 2016
- „ …mit beschränkter Haftung.“ Theater und Theaterpolitik im Wien der 80er und 90er Jahre. Wien-Bozen: Folio 2003
- Theater im „Wiederaufbau“. Zur Kulturpolitik im österreichischen Parteien- und Verbändestaat. Wien: Sonderzahl 2001
- Karl Paryla. Ein Unbeherrschter. Salzburg: Otto Müller 1992
- Herausgeberin: 100 Jahre Volkstheater. Theater.Zeit.Geschichte. Wien: Jugend und Volk 1989
- Herausgeberin zus. mit Stefan Tigges und Katharina Pewny: Zwischenspiele. Neue Texte, Wahrnehmungs- und Fiktionsräume in Theater, Tanz und Performance. Bielefeld: transcript 2010
- Herausgeberin zu mit Hilde Haider-Pregler: stichwort Grillparzer. Wien: Böhlau 1994

### Aufsätze (Auswahl)
- Hurra, Jesus!; Schnitzlers Brain; Die letzten Tage der Rosa Luxemburg. In: Schlingensief-Handbuch. Leben-Werk-Wirkung. Hg. Teresa Kovacs, Peter Scheinpflug, Thomas Wortmann, J.B. Metzler/Springer Nature, Heidelberg 2025, S. 115–118
- „Il dramma è completo, lei non ha che da metterlo per iscritto“. Il lavoro del Dramaturg alle opere di Franz Grillparzer, ieri e oggi. In: Fuori dal Pantheon. Franz Grillparzer oggi. Morlacchi Editore, 2025, S. 191–203
- „Das Stück ist fertig. Sie brauchen es nur niederzuschreiben“. Dramaturgenarbeit an Franz Grillparzers Stücken einst und jetzt. In: Die stärkste Absicht zu wirken. Grillparzer Heute. Hg. Hermann Dorowin, Jelena Reinhardt, Federica Rocchi. Wien: Praesens 2024, S. 205–217
- Burgtheater; Erlkönigin; Präsident Abendwind; Ich liebe Österreich; Das Lebewohl; Das Kommen; Unseres; Unseres 02. NEIN: MEINS, ALLES MEINS! HAHA! (Ajax Ajax reinigt alles!) In: Elfriede Jelinek-Handbuch, Hg. Pia Janke, Teresa Kovacs, Christian Schenkermayr, 2. Auflage  Heidelberg: J.B. Metzler/Springer Nature 2024, S. 166–177
- „Wortflutwelle, Wildbach voller Tobsuchtsgeschrei und Wortwasserfall.“ Gert Jonke Es singen die Steine. Ein Stück Naturtheater. In: Grundbücher der österreichischen Literatur seit 1945. Dritte Lieferung. Hg. Klaus Kastberger, Kurt Neumann. Wien: Zsolnay 2019, S. 236–247
- „ein Matsch, der nach dem Krieg nie richtig trockengelegt worden ist“. Jelineks Burgtheater – Politik und Ästhetik. In: Elfriede Jelineks Burgtheater – Eine Herausforderung. Hg. ia Janke, Teresa Kovacs, Christian Schenkermayr. Wien: Praesens Verlag 2018, S. 74–86
- Reichsdramaturg Rainer Schlösser: Praxis einer beispiellosen Theaterkarriere im „Dritten Reich“. In: Theater unter NS-Herrschaft. Theatre under Pressure. Hg. Brigitte Dalinger, Veronika Zangl. V&R unipress, 2018, S. 217–238
- Zus. mit Inge Arteelk: New Dramaturgies in Contemporary Vienna. In: Modern Drama Toronto. Vol. 61, Number 3, 2018: Migration and Multilingualism, S. 352–379
- Ich halte viel auf dieses Mannes Urteil. Franz Grillparzer und sein Dramaturg Joseph Schreyvogel. In: Franz Grillparzer. Ein Klassiker für die Gegenwart. Hg. Bernhard Fetz, Michael Hansel, Hannes Schweiger. Wien: Paul Zsolnay 2016, S. 81–92
- The Educators of the Theatre. Dramaturgy between Enlightment and Counter-Enlightment. In: Forum Modernes Theater Schriftenreihe. Band 44: Dramaturgies in the New Millenium. Relationality, Pervormativity and Potentiality. Hg. Katharina Pewny u. a., Tübingen 2014, S. 39–57